# 特吉塞
特吉塞（西班牙語：Teguise），是西班牙加那利群岛拉斯帕尔马斯省的一个市镇。总面积264平方公里，总人口22122人（2018年），人口密度84人/平方公里。